# Djebel Khubtha
 (août 2018).
Si vous disposez d'ouvrages ou d'articles de référence ou si vous connaissez des sites web de qualité traitant du thème abordé ici, merci de compléter l'article en donnant les références utiles à sa vérifiabilité et en les liant à la section « Notes et références ».
Le djebel Khubtha (ou Khubta)  est une montagne de Jordanie, bordant le site de Pétra à l'est. Massif de grès multicolore, il culmine à 1 132 mètres, dominant de plus de 300 mètres la cité antique.
Le djebel constitue une protection naturelle infranchissable pour la cité. Il est en effet bordé de falaises élevées de plusieurs dizaines de mètres, il est simplement entaillé au sud par le Sîq qui le sépare du djebel Madras. Il est bordé au nord par le wadi Metaha et à l'est par le wadi Mudhlim.
Du côté de la ville de Pétra, la roche est entaillée par les tombes royales nabatéennes. Un petit sanctuaire est édifié sur les hauteurs, accessible par un escalier, et non loin de là un chemin permet d'accéder à un point de vue faisant face au Khazneh, visible depuis le sommet d'une falaise haute de 200 mètres.

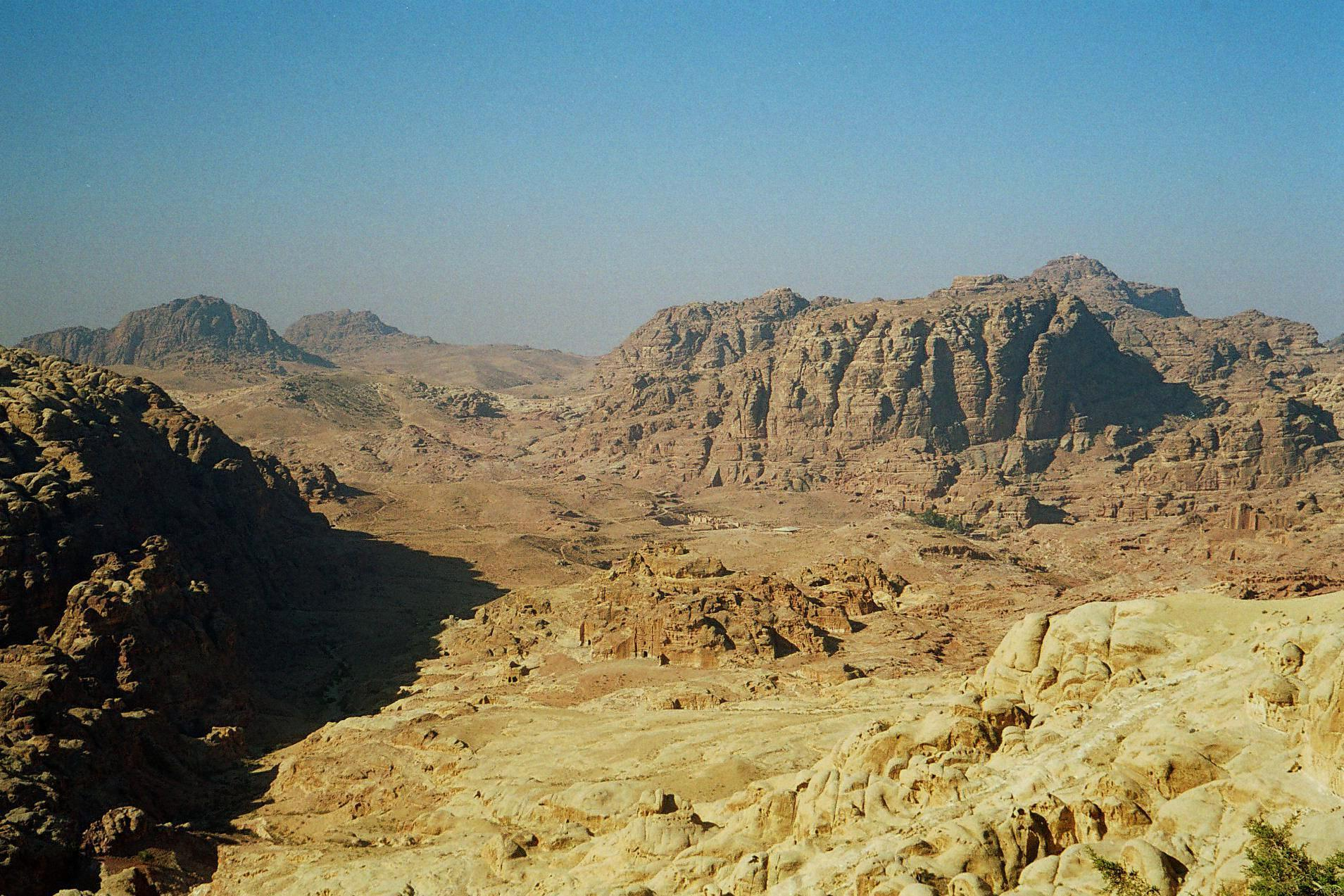
Le site de Pétra, avec le djebel Khubtha à gauche et le djebel Haroun à droite
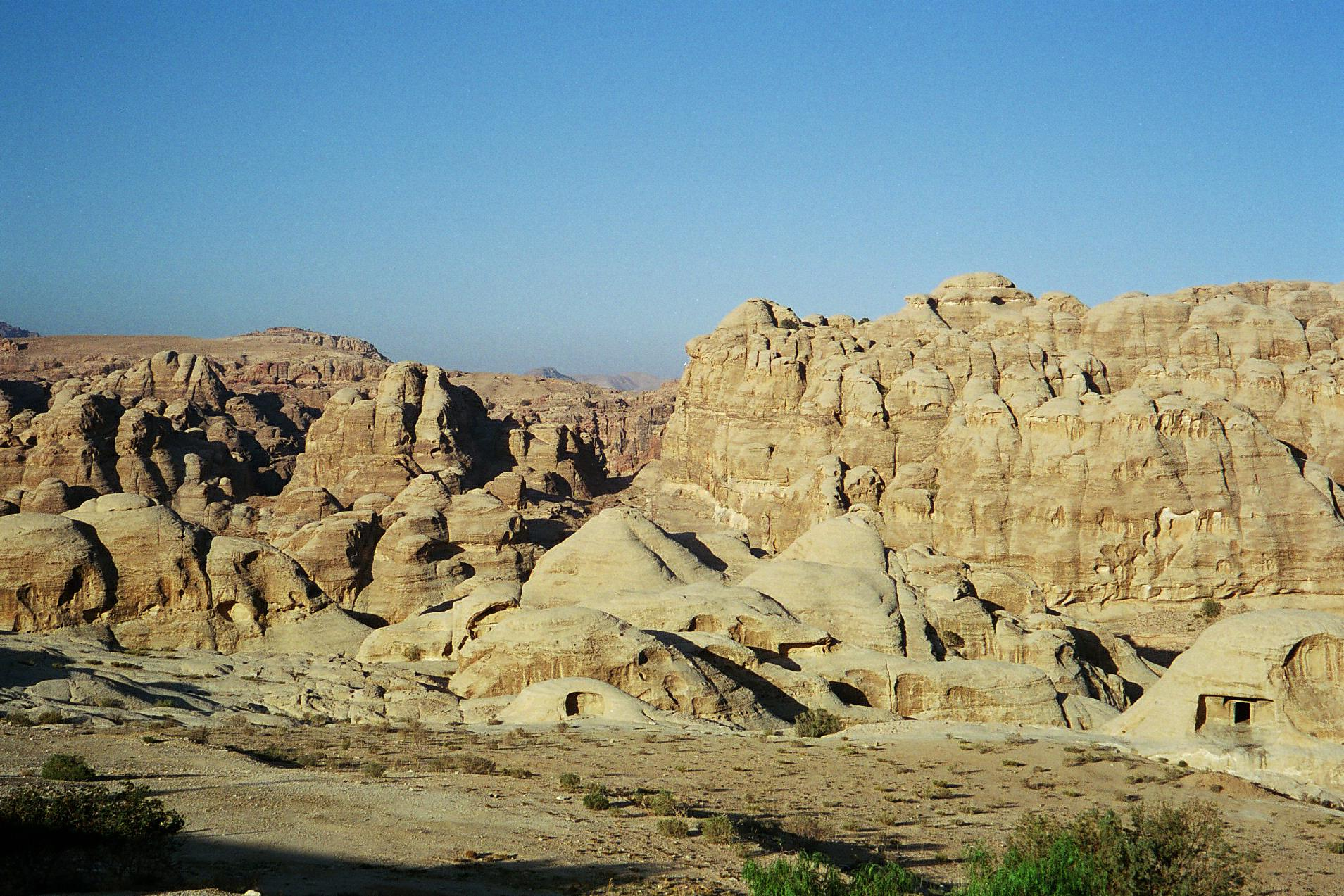
Le djebel Khubtha vu depuis Wadi Musa
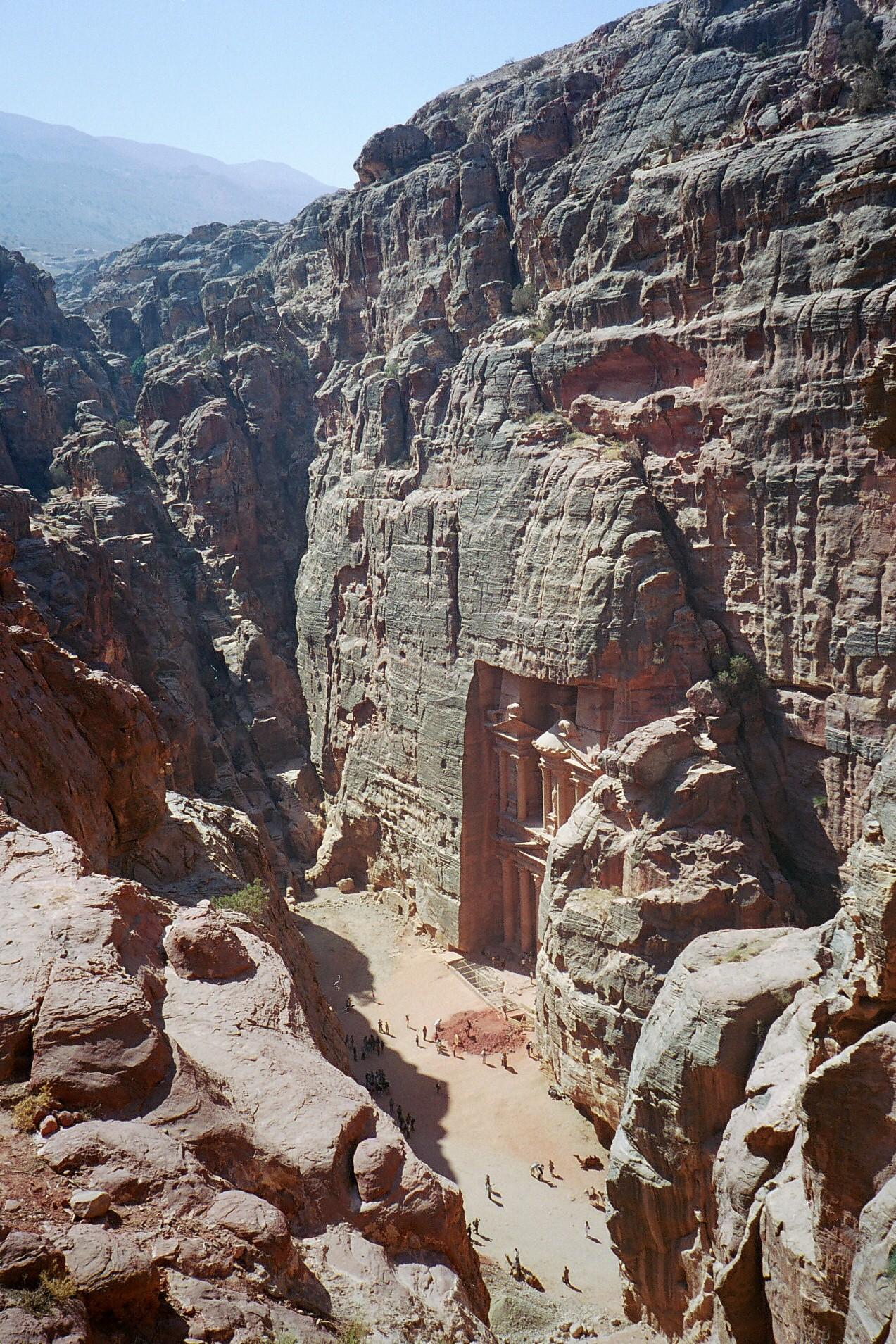
Le Khazneh vu depuis le djebel Khubtha